# Latere Le-dynastie
De latere Le-dynastie (ca. 1428-1527 en 1533-1788) is een Vietnamese dynastie gesticht door Le Loi na de Lam Son-rebellie en de overwinning op de Chinese Ming-dynastie. De Le-dynastie bestaat uit twee delen: de eerste Le-dynastie (Le sơ, 1428-1527) en de gerestaureerde Le-dynastie (Lê trung hưng, 1533-1788).

## Le so
De eerste Le-dynastie besloeg een eeuw en telde tien koningen uit zes generaties.

### Opbouw van het rijk
Het begin van de Le-dynastie wordt gekenmerkt door de wederopbouw van het land na de overheersing van de Chinese Ming-dynastie. De eerste keizer, Le Loi, begon onmiddellijk na zijn troonsbestijging met het herstellen van de oorlogsschade, aangericht in de laatste jaren.
Le Loi deelde zijn land op in vijf provincies (đạo), die elk werden bestuurd door een mandarijn. Aan de Keizerlijke Universiteit (Quốc Tử Giám) werd begonnen met onderwijs in het confucianisme. De keizer verdeelde gewapenderhand de gemeenschappelijke gronden en rijstvelden van de hoge mandarijnen en rijkeren onder het hele volk zodat er een kleinere kloof was tussen de klassen.
Onder keizer Le Thanh Tong waren er heel wat politieke hervormingen en die periode wordt gezien als de gouden tijd van het feodalisme in Vietnam. Hij hervormde eveneens het leger met de bedoeling de provinciale troepen sterker te maken. Het beschermen en bewaken van de grenzen werd zeer strikt, vooral uit vrees voor de Chinese Ming. Ook de bewapening ging er sterk op vooruit. Naast het permanente leger kwamen er nog regionale reservetroepen.
Wat bestuur betreft, kwam de macht steeds centraler te liggen. Tijdens de vorige Tran-dynastie waren er vier ministers geweest: Justitie, Administratie, Leger en Burgerzaken (financiën e.d.). Onder Le Loi waren er nog maar drie: Administratie, Riten (voor feesten, examens...) en Burgerzaken. Onder Le Thanh Tong waren er zes: Administratie, Riten, Burgerzaken, Leger, Justitie en Openbare Werken. Keizer Le Thanh Tong schafte ook de wet af volgens dewelke zoons van mandarijnen en dergelijke verplicht waren om hun vaders op te volgen. Hij stimuleerde de landbouw en de handel met de buurlanden bloeide. Ook het onderwijs, en dan vooral Keizerlijk Universiteit, werd flink uitgebreid.
In de tijd van de Eerste Le's, en dan vooral onder Keizer Le Thanh Tong, werd het boeddhisme verdrongen door het confucianisme. De vele tempels en pagodes gebouwd onder de Ly- en de Tran-dynastie werd afgebroken.
De tijd van de Le-dynastie wordt vooral gekenmerkt door de ontwikkeling van het rechtssysteem, zodat Vietnam toen wat dat betreft een van de koplopers van de wereld was.

### Innerlijke stribbelingen
Binnen het huis Le waren er geregeld conflicten.
- Quan Ai vuong

Tijdens Le Thai To was er een strijd tussen de oudste zoon Le Tu Te (Lê Tư Tề) en de tweede Le Nguyen Long (Lê Nguyên Long). Het was Nguyen Long die het haalde en die Keizer Le Thai Tong werd. Tu Te werd zijn titels ontnomen en hij stierf jong. Hij kreeg de bijnaam Quận Ai vương.
- Nguyen Thi Anh

Keizer Le Thai Tong had vier kinderen: Nghi Dan (Nghi Dân), Khac Xuong (Khắc Xương), Bang Co (Bang Cơ) en Tu Thanh (Tư Thành). Nghi Dan was de oudste en het sprak dan ook voor zich dat hij kroonprins was. Maar Nguyen Thi Anh (Nguyễn Thị Anh) wond de keizer om haar pink en zij zorgde ervoor dat haar eigen zoon, Bang Co, troonopvolger werd. Veel mensen aan het hof waren er echter van overtuigd dat Anh al zwanger was geweest voor ze met de keizer trouwde en dat Bang Co dus het kind van de keizer niet was.
Na heel wat hofintriges slaagde Nguyen Thi Anh erin haar zoon na de keizers dood op de troon te krijgen. Hij werd keizer Le Nhan Tong en zijzelf werd keizerin-moeder.
- Le Nghi Dan

In 1459 pleegde Le Nghi Dan (Lê Nghi Dân) een coup tegen zijn broer de keizer en doodde hij de keizerin-moeder Nguyen Thi Anh. Tijdens het bestijgen van de troon zei hij: "Dien Ninh [de regeernaam van de vorige keizer] is niet echt de eerste zoon van de keizer..."
Nghi Dan was acht maanden keizer, tot in juni 1460. Toen werd er een coup tegen hem gepleegd en de jongste zoon van Le Thai Tong, Tu Thanh (Tư Thành), werd keizer Le Thanh Tong.
- Nguyen Thi Hang

Volgens de Đại Việt Sử ký Toàn thư werd keizer Le Thanh Tong in 1497 ziek. Nguyen Thi Hang (Nguyễn Thị Hằng) verzorgde hem, maar de ziekte werd enkel erger. Toen de keizer stierf, werd zij ervan beschuldigd hem te hebben omgebracht.

### Ondergang van de Le
- Monsterkeizer, varkenskeizer

Keizer Le Hien Tong zette het regime van zijn vader, Le Thanh Tong, onveranderd voort. In 1504 stierf hij en zijn tweede zoon werd keizer Le Tuc Tong. Die stierf bijna onmiddellijk daarna op 17-jarige leeftijd. Zijn oudere broer werd door het hof tot keizer gekroond. De nieuwe Le Uy Muc maakte zich niet populair en kreeg de bijnaam "vua quỷ" ("monsterkeizer"). Hij bracht heel wat mensen om. Uiteindelijk werd hij afgezet en vermoord en de nieuwe keizer werd Le Tuong Duc. Deze leidde een net wat te liederlijk leven en hij kreeg de bijnaam "vua lợi" ("varkenskeizer"). Hij werd eveneens vermoord. Le Y (Lê Y) werd de nieuwe keizer Le Chieu Tong. Tegelijk werd ook een andere kleinzoon van Le Thanh Tong, Le Doanh (Lê Doanh) op achtjarige leeftijd gekroond. Hij werd eveneens vermoord.
- Tran Cao

Tran Cao (Trần Cảo) leidde een opstand en kreeg zichzelf op de troon. Keizer Le Chieu Tong vluchtte naar Tay Do (Tây Đô). Na enkele veldslagen en gevechten werd Tran Cao verslagen en gedood.
- Mac Dang Dung

Na Tran Cao's dood vochten zijn generaals om de macht. Tran Chan (Trần Chân) haalde het, maar werd op bevel van de keizer door een van zijn dienaars vermoord. Een andere generaal, Mac Dang Dung, slaagde erin het overwicht op de anderen te krijgen en werd leider van hun leger.
Onder Mac Dang Dung ontnamen de rebellen alle macht aan de keizer, die vluchtte. Een jongere broer werd door Dang Dung gekroond tot keizer Le Cung Hoang. Le Chieu Tong probeerde nog de macht terug te krijgen, maar zijn generaals lieten hem in de steek.
In 1523 en de jaren erna versloeg Mac Dang Dung de laatste tegenstand. In 1526 werd Le Chieu Tong gedood. Toen Mac Dang Dung keizer Le Cung Hoang in 1527 afzette en zichzelf tot keizer kroonde, kwam er geen protest meer.

## Le trung hung
In de jaren die volgden, werden nog enkele pogingen ondernomen om de Mac-dynastie omver te werpen, maar die kenden geen succes.

### Le-Mac-oorlog
- "Kind van Chieu Tong"

Een generaal van de eerste Le, Nguyen Kim, boekte de eerste overwinning op de Mac. In 1533 vond hij een kind van Le Chieu Tong, Le Duy Ninh (Lê Duy Ninh), die hij in Ai Lao tot keizer Le Trang Tong kroonde. Historici twijfelen er echter aan dat Ninh werkelijk een kind van Chieu Tong is geweest – volgens sommige schattingen is de laatste slechts acht jaar ouder dan Ninh. Het Mac wendden zich tot de Chinese Ming-dynastie zeggende dat "Kim zijn eigen kind op de troon wilde, onder het mom dat het een kind van Chieu Tong zou zijn". Niettemin kreeg de nieuwe Le de steun van een deel van het volk.
Nguyen Kim versloeg de Mac en duwde ze terug naar het noorden. Vanaf dan waren er de zogenaamde "Noordelijke", Mac-dynastie en de "Zuidelijke", gerestaureerde Le-dynastie.
- Lijn van Le Tru

Nguyen Kim stierf en zijn schoonzoon Trinh Kiem nam zijn plaats in. In 1548 stierf Le Trang Tong en zijn zoon Le Trung Tong volgde hem op. Acht jaar later stierf die zonder nakomelingen. Trinh Kiem vond iemand van koninklijke afkomst en kroonde die tot keizer Le Anh Tong.
In 1570 stierf Trinh Kiem en zijn twee zoons bevochten elkaar om de opvolging. De oudste ging naar de Mac om hulp. Keizer Le Anh Tong wilde de macht naar zich trekken, wat tegen de zin van de tweede Trinh-zoon, Trinh Tung, was. De keizer vluchtte en zijn jongste zoon werd door Trinh Tung op de troon gezet als Le The Tong en diens vader werd opgejaagd en gedood. Vanaf dan waren het de Trinh die de plak zwaaiden aan het hof en de keizers hadden enkel te luisteren (zie Trinh-heren).
Onder de Trinh slaagden de Le-keizers er langzaamaan in de overhand op de Mac te krijgen. In 1592 hadden ze de hoofdstad Thang Long (het huidige Hanoi) in handen. De Mac trokken zich terug naar Cao Bang.

### Keizer zonder macht
Keizer Le Kinh Tong, wilde de macht van Trinh Tung inperken. Hij werd in 1619 gewurgd. Vanaf dan hadden de Trinh alle aspecten van het regeren in handen. De vrouwen van de keizers werden meestal gekozen uit de Trinh-dochters om de band tussen de families te versterken.
Na Le Kinh Tong was er lang geen tegenstand meer van de keizer tegen de Trinh. De keizerlijke familie was echter nog niet ál haar macht kwijt. Op een gegeven moment probeerde Le Duy Mat een coup te plegen tegen de Trinh, maar dat slaagde niet.

### Einde van de Le
Zie ook de Tay Son-periode
De Tay Son-broers hadden de Nguyen-heren in het zuiden omvergeworpen en de Le hoopten van de situatie gebruikt te kunnen maken om hun positie terug te krijgen. Generaal Nguyen Huu Chinh (Nguyễn Hữu Chỉnh) versloeg de legers van de Trinh. Daarna ontnam hij de keizer echter zijn macht. De Tay Son doodden Chinh en een Tay Son-generaal besliste om zijn eigen rijkje te stichten. Keizer Le Chieu Thong moest vluchten en ging in ballingschap.
Nguyen Hue, de leider van de Tay Son, wilde de Le het liefst terug op de troon hebben, maar Le Chieu Thong zag het niet zitten met de Tay Son te moeten leven en hij riep de hulp in van de Chinese Qing-dynastie. De Qing vielen het land binnen en in reactie kroonde Nguyen Hue zich tot keizer en hij versloeg de Qing. Le Chieu Thong vluchtte terug naar China.
Le Duy Ky probeerde nog een laatste rebellie op te zetten, maar de Tay Son hadden ondertussen een pact gesloten met de Qing en de Chinezen hielpen de Le niet meer.

## Kunst tijdens de Le-dynastie

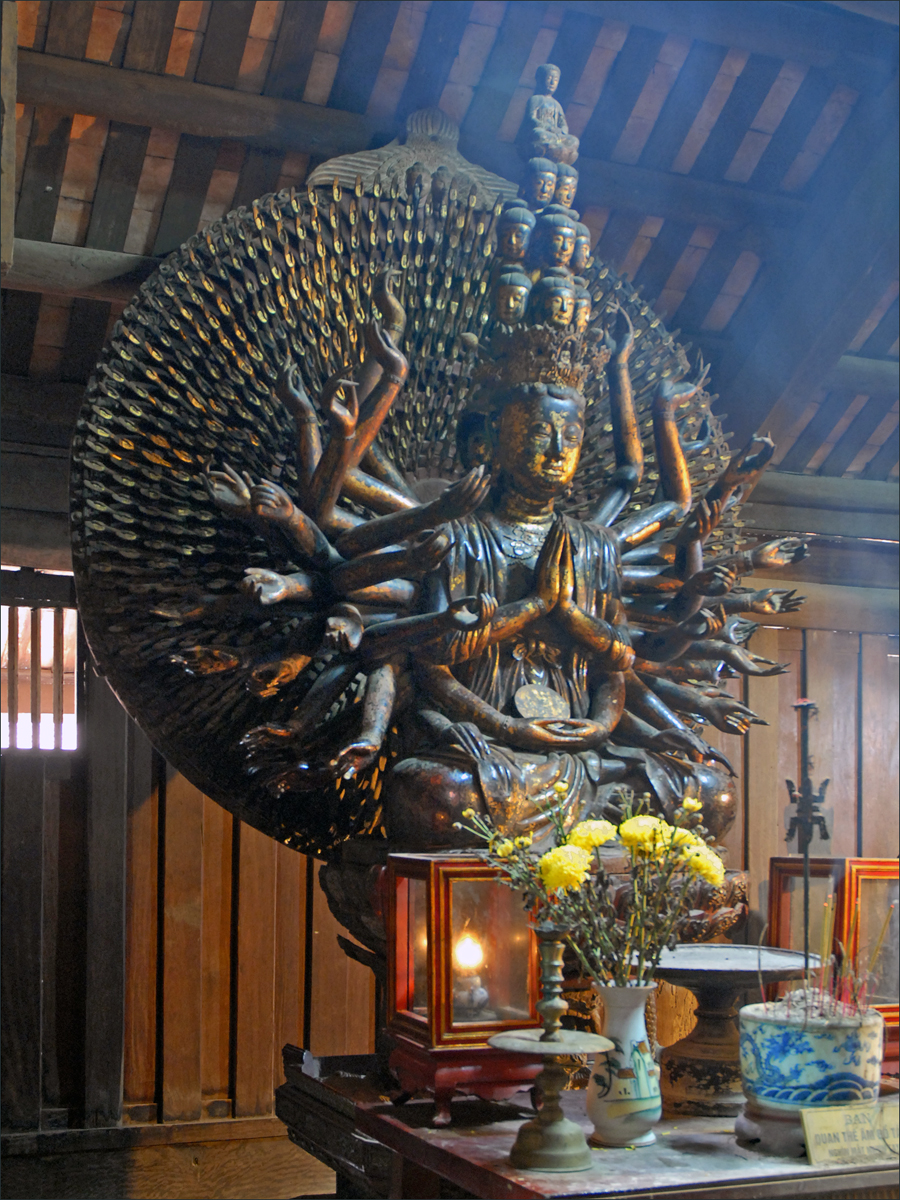
Standbeeld van Avalokiteshvara Bodhisattva, verguld hout, Latere Lê-dynastie, herfst van het Bính Thân jaar (1656), uit Bút Tháp pagoda in Bac Ninh Province
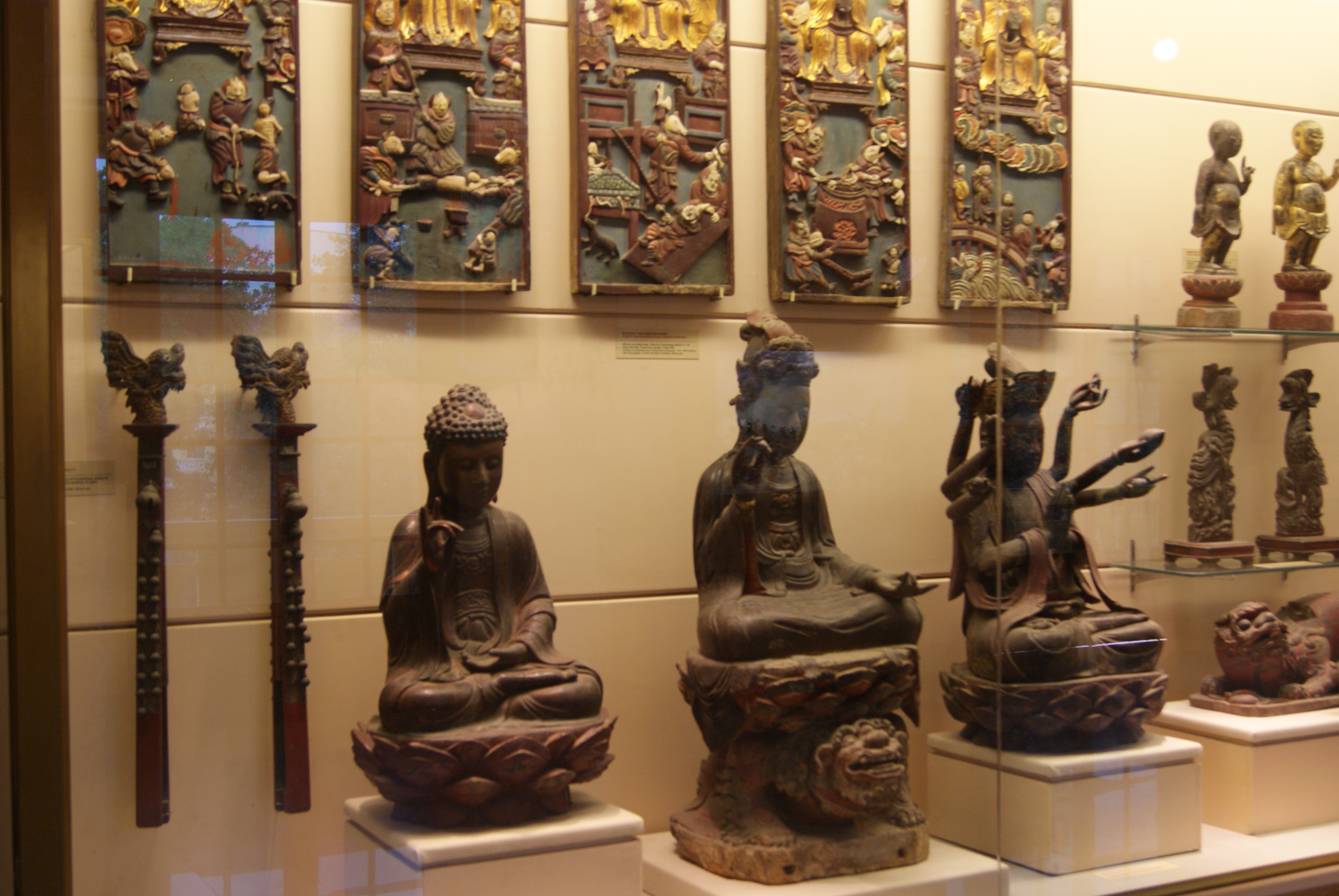
Houten kunstwerken uit de 17e eeuw
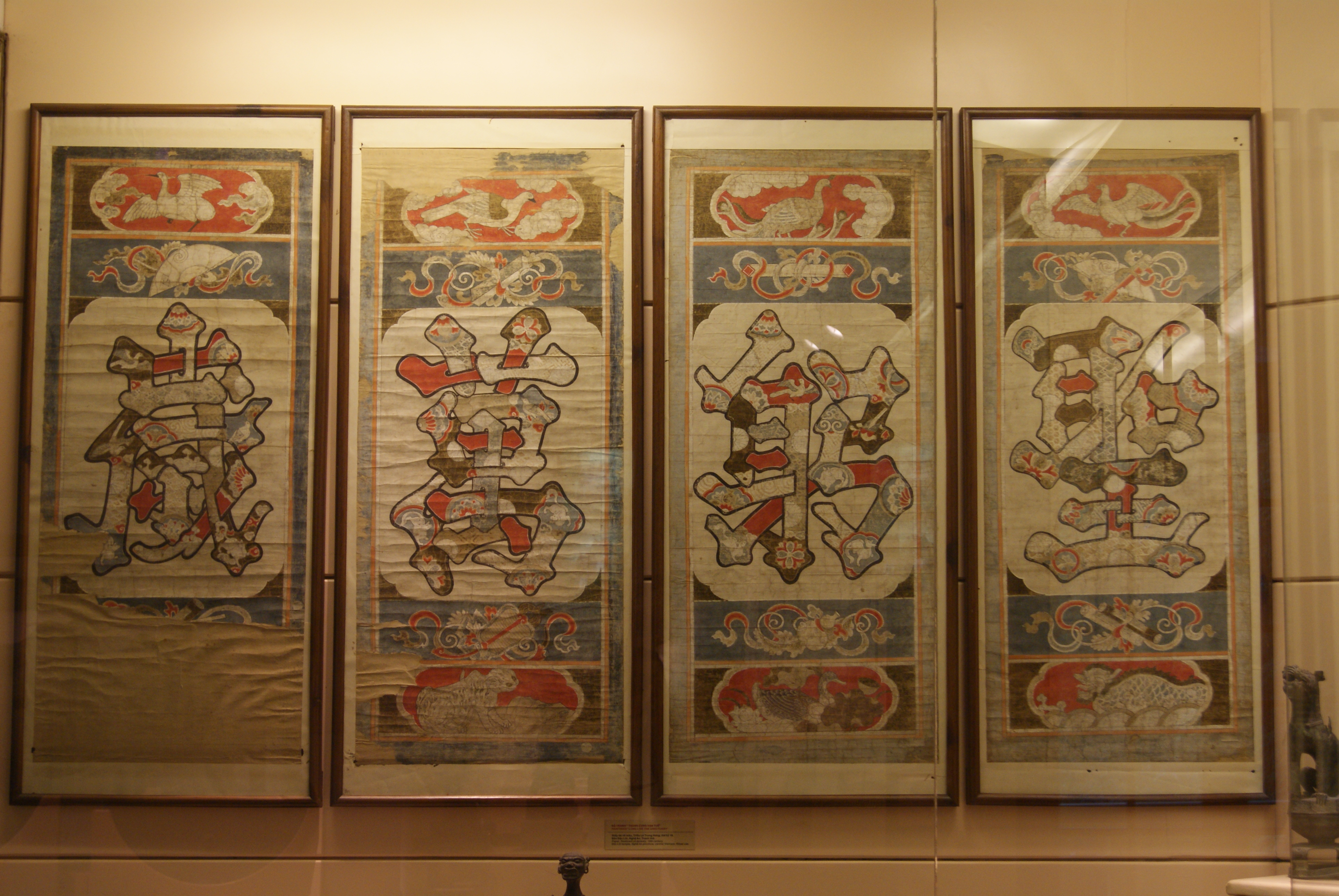
Houtgravure schilderijen "Thánh Cung vạn tuế" ("Lang leve zijne Keizerlijke Majesteit") uit het 18e-eeuwse Nghệ An
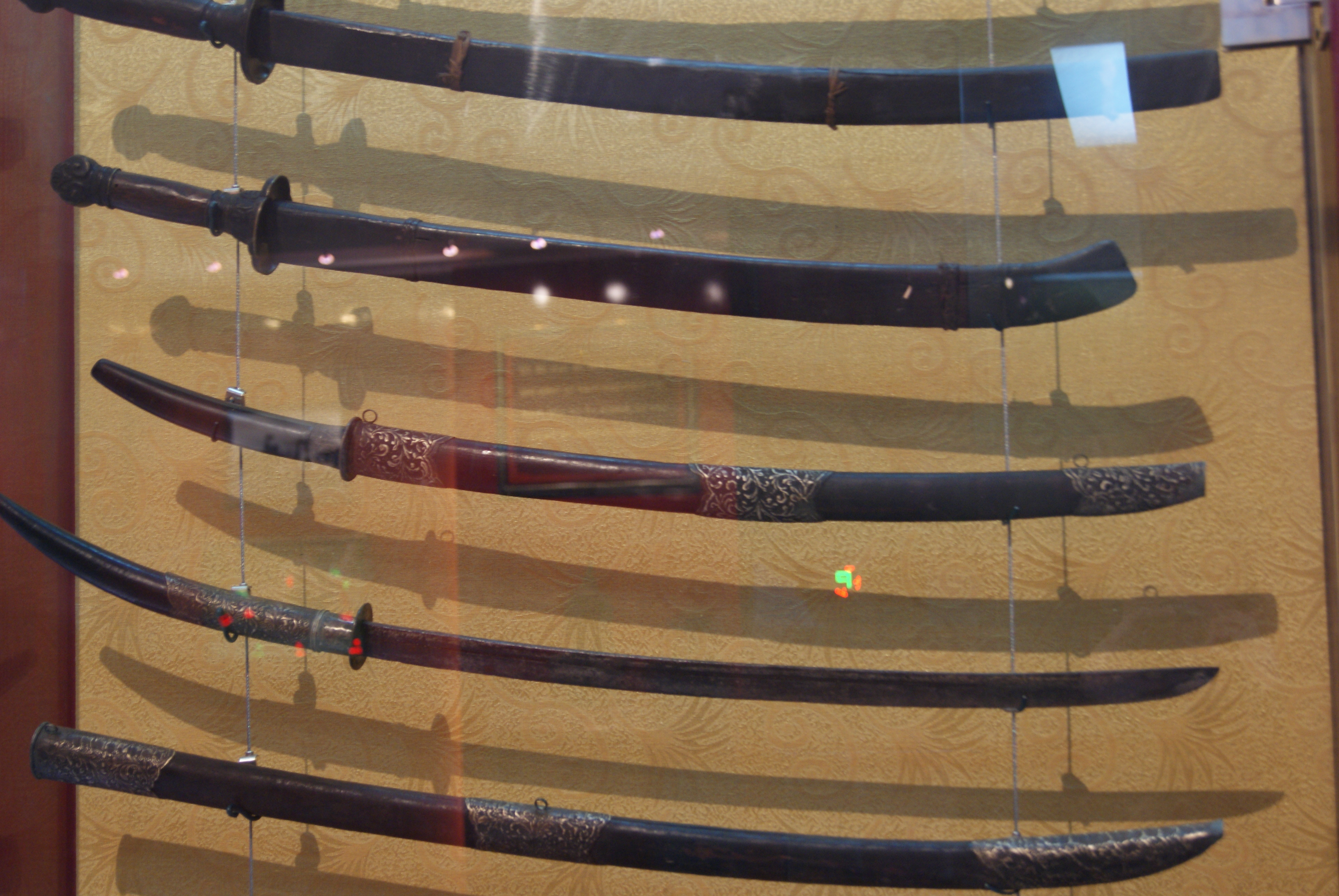
18e-eeuwse zwaarden in noordelijk Vietnam
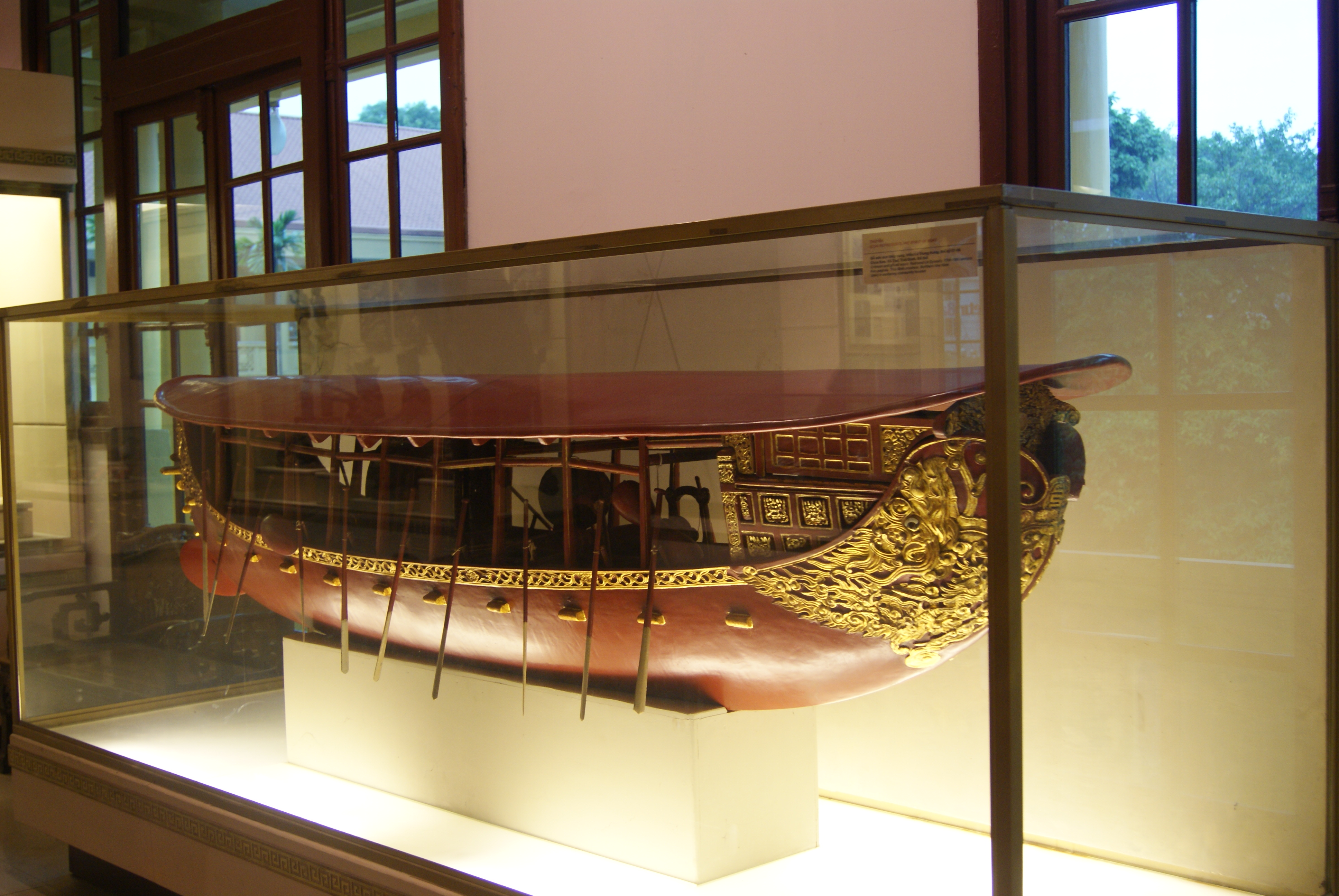
Model van een Vietnamese kanonneerboot, 17e eeuw, religieus object in de Keo pagoda in Thái Bình
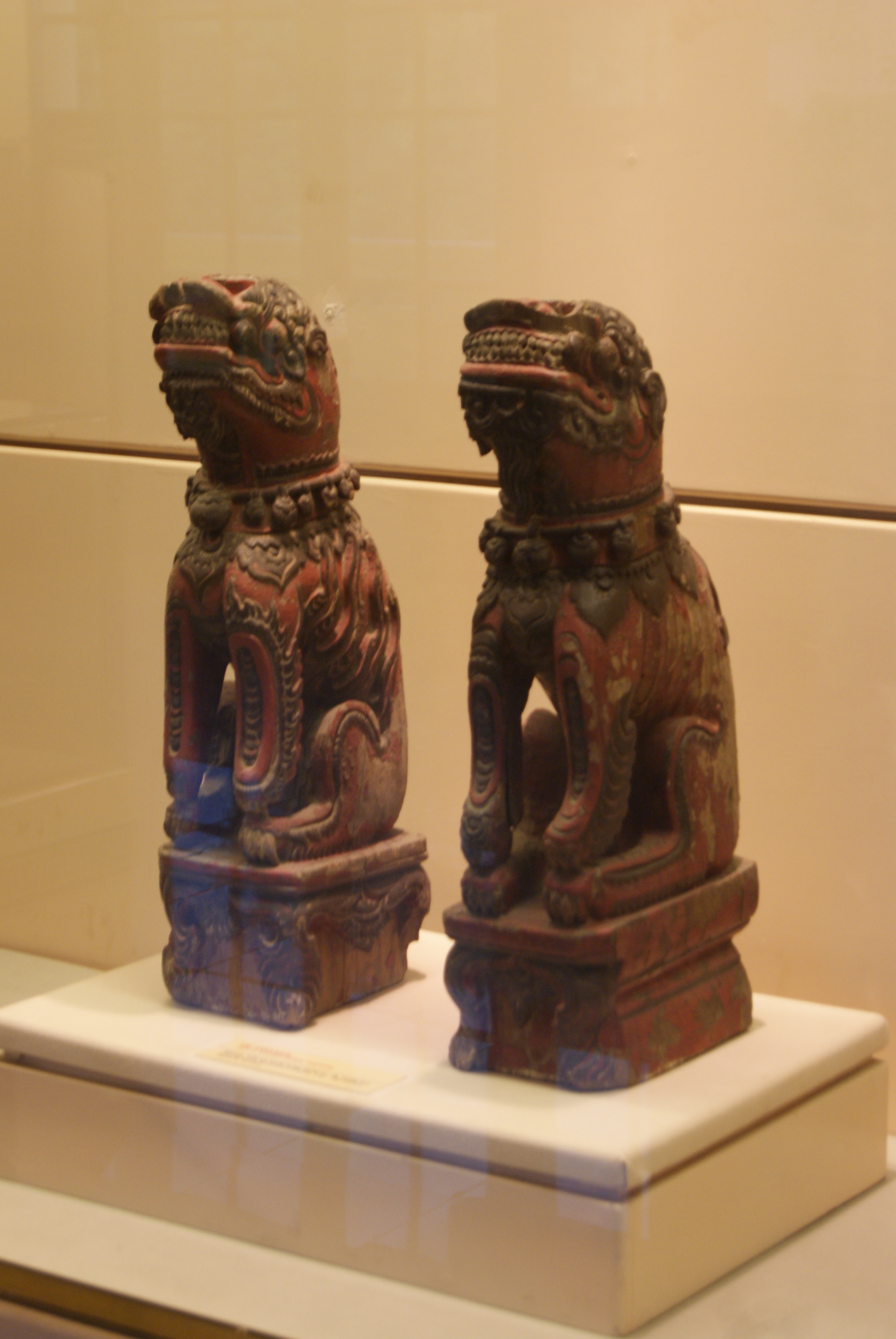
Nghe (mythologisch beest), verguld hout, 18e eeuw